# Savères
Savères település Franciaországban, Haute-Garonne megyében. Lakosainak száma 213 fő (2022. január 1.). Savères Bérat, Labastide-Clermont, Lautignac és Rieumes községekkel határos.

## Népesség
A település népessége az elmúlt években az alábbi módon változott:
| Lakosok száma | 152  | 131  | 155  | 197  | 200  | 209  | 218  | 220  | 222  | 213  |
|               | 1968 | 1982 | 1990 | 2006 | 2013 | 2015 | 2017 | 2019 | 2020 | 2022 |